# スナメリ
スナメリ（Neophocaena phocaenoides、砂滑）は、ネズミイルカ科スナメリ属に属する小型のイルカである。

## 呼称
漢字では砂滑と表記する。
日本では以下のような様々な地方名がある。
- 関東地方以北：スナメリ
- 愛知県沿岸：スザメ、スンコザメ
- 瀬戸内海～響灘：ゼゴ、ゼゴンドウ、ナメクジラ、ナミソ、デゴンドウ、デングイ
- 長崎県沿岸：ナミノウ、ナミウオ、ボウズウオ

中華人民共和国（中国）では江豚（Jiangtun、「河の豚」の意）と呼ばれている。長江（揚子江）に棲息するスナメリ（下記参照）は中国国家一級重点保護野生動物に指定されている。

## 分類

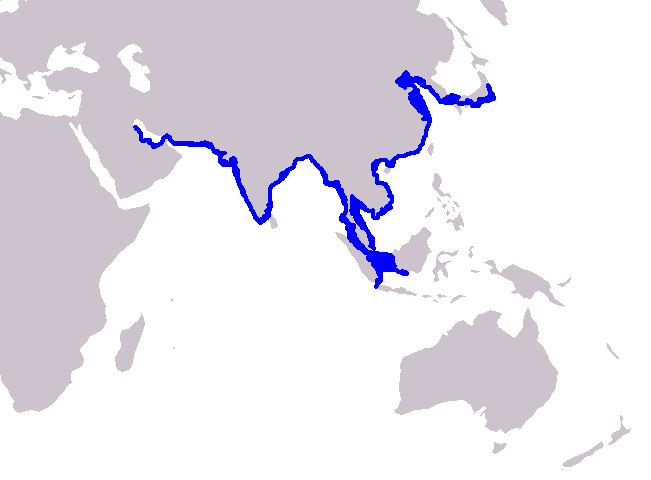
生息域

現在、スナメリ属（Neophocaena）には3つの亜種が認められている。
- N. phocaenoides ssp. phocaenoides G. Cuvier, 1829 - 中東などのインド洋沿岸から香港沖に分布（英語版）、VULNERABLE (IUCN Red List Ver. 3.1 (2001))
- N. phocaenoides ssp. asiaeorientalis Pilleri and Gihr, 1972 - 長江（揚子江）一帯に分布（英語版）、CRITICALLY ENDANGERED (IUCN Red List Ver. 3.1 (2001))

- N. phocaenoides ssp. sunameri Pilleri and Gihr, 1975 - 東アジア沿岸に分布（英語版）、ENDANGERED (IUCN Red List Ver. 3.1 (2001))

ネズミイルカ科の現生群の中では比較的早期に分岐した群である。

## 形態
成体の体長は1.5-2メートル、体重は50-60キログラムであり、現生のクジラ類では最も小型の種の一つとされる。
口吻の突出はほとんどなく、噴気孔の後ろに僅かな陥没が見られる。背びれはほとんどなく、背面正中線上の皮膚が盛り上がった隆起が尾びれ間際まで続く。尾びれの両端は尖り、中央にはっきりとした切れ込みがある。頸椎の前方3個が癒合しているが、後頭顆のRが大きく平面に近い形状であり、頭部のすぐ背後に長い棘突起も無いため、頭骨の可動範囲が大きい。マイルカなどが上下に5°程度しか動かないのに対し、スナメリは40°前後まで動かすことが可能である。とは言え、あくまでもクジラ類としてであり、他の哺乳類と比較すると頭部の可動範囲は狭小である。
成体は全身が明るい灰色である。生まれた直後は背の隆起付近は灰色で大部分は黒いが、4ヶ月から6ヶ月で全身が灰色になる。

## 生態と分布

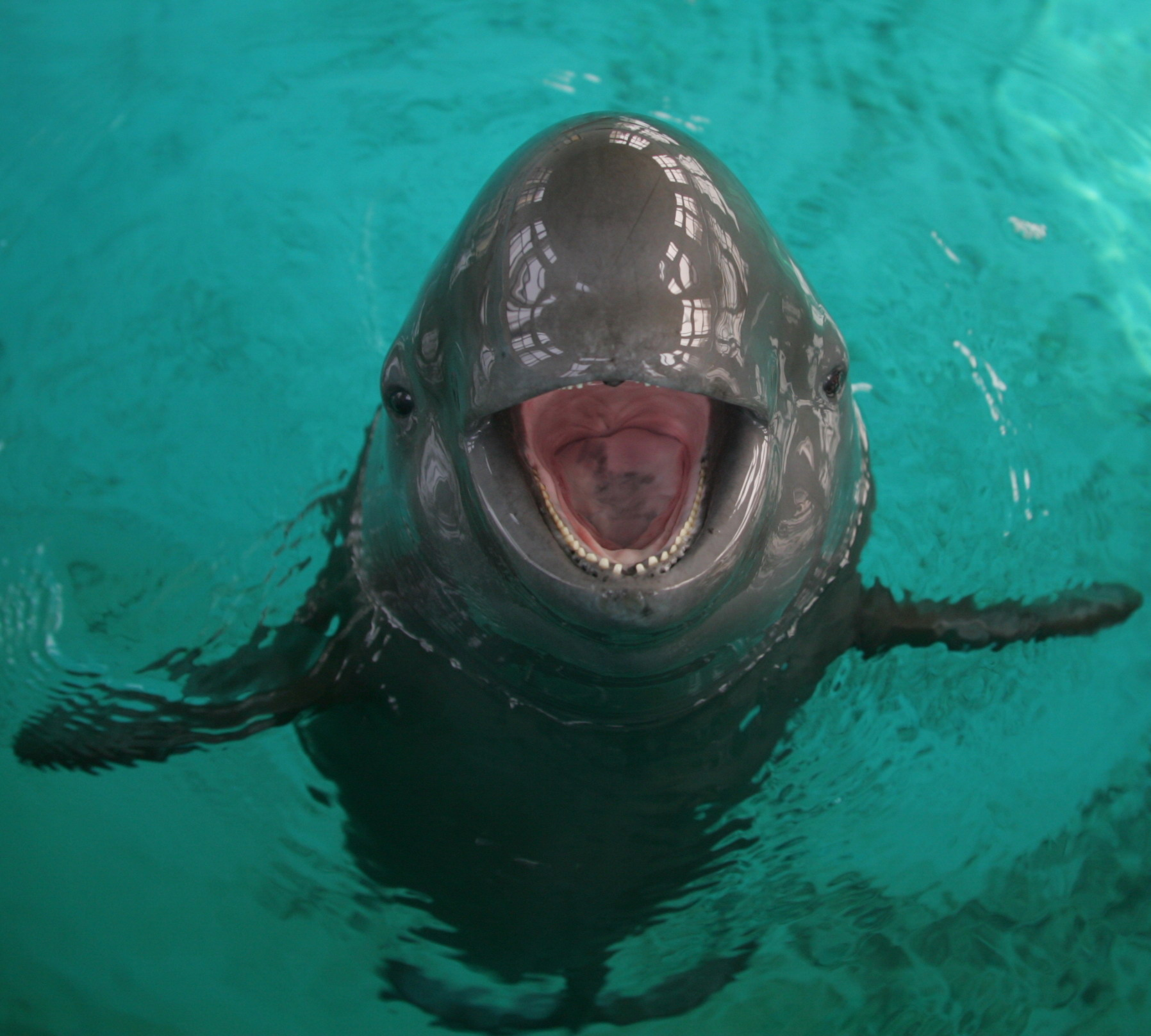
長江に生息する淡水亜種（中国科学院水生生物研究所）

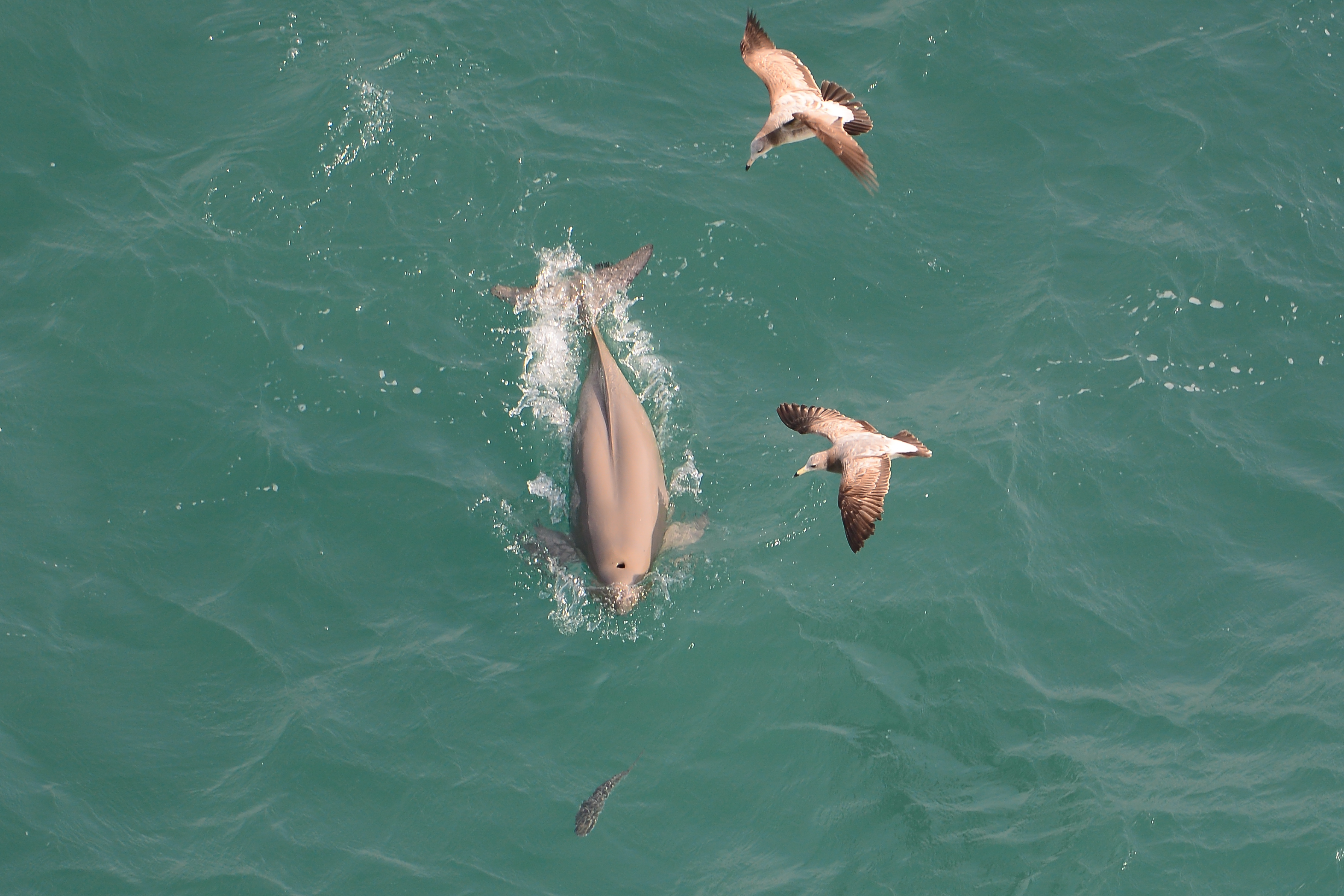
韓国の南海郡近海にてボラを狩るスナメリ

魚類、甲殻類、頭足類などを食べる。雄は4歳半から9歳で、雌は3歳から7歳で、それぞれ性成熟する。
中東からアジアの沿岸海域、特にインド、中国、インドネシア、韓国、日本の沿岸に生息する。生息域は海岸に近い水深50メートル以内の浅い海域で、海底が滑らか、もしくは砂地になっている場所を好む。
東シナ海や黄海において、例外的に海岸から150キロメートル以上離れた海域での目撃例があるが、これも水深の浅い海域である。
長江ではヨウスコウカワイルカと分布を共有する淡水性の亜種が見られる。生息域の北端は日本沿岸海域で、西端はインドの西岸からペルシア湾内まで続いている。日本沿岸では、仙台湾から銚子市沖や東京湾、伊勢湾・三河湾、瀬戸内海、長崎県沿岸（大村湾、有明海、橘湾等）などでの生息が確認されている。大都市近郊では個体数は少ないが、2015年の須磨水族館と朝日新聞の共同調査では、大阪湾の関西国際空港周辺において20頭以上の群れや体長1メートルの子供含むスナメリが140回以上確認され、関空周辺がスナメリの子育て海域になっている可能性の高いことも判明している。このほか、藤前干潟への定期的な出現も確認されており、現代日本において、鯨類が干潟域にまで進出するという意味では珍しい生態である。
中国の馬祖列島沿岸では、N. sunameri と N.phocaenoides の分布が重複するとされる。

## 生息数と保護
スナメリは、中国の長江流域では絶滅が危惧されているが、その他の生息域では絶滅危惧種のリストに載せるための十分なデータがない。大河に棲息したり、河口や海岸近くに留まったりする性質のため、毎年多数のスナメリが魚網などによって混獲される。
生息数に関する良い推計は無い。しかし、1970年代後半に行われた調査結果と、1999年から2000年にかけて行われた調査結果を比較すると、生息数も生息域も減少していることがわかる。多くの専門家は、生息数は数十年に渡って減少し続けており、現在の生息数は昔に比べるとわずかなものにすぎないだろうと考察している。
日本においては、スナメリはシロナガスクジラやホッキョククジラ等とともに、水産資源保護法施行規則（昭和二十七年六月十六日農林省令第四十四号）第一条に基づき保護され、特別の事由があり農林水産大臣の許可を得た場合を除き、採捕することは禁止されている。また、1930年に広島県竹原市高崎町阿波島周辺の「スナメリクジラ回遊海面」が天然記念物に指定された。これはスナメリを目印にスズキなどを釣る伝統漁法が行われていたことから指定されたものである。鯨類に関連する天然記念物の指定としては唯一のものであり、海洋哺乳類全般においても、他にはジュゴンが指定されているのみである。現在ではスナメリの減少の為に伝統漁法は行われていない。
綺麗な海でしか確認できないことから、東京湾や周防灘、大村湾など閉鎖的海域の環境再生の目安とされている種である。前述のように、大阪湾においては南東部、関西国際空港周辺で生息が確認されている。

## 人間との関係
日本では、幾つかの水族館で展示されている。スナメリの人工飼育下の繁殖は古くから試みられており、1976年には鳥羽水族館が交尾から出産まで水族館内で行うことに世界で初めて成功している。
また、自然状態下では伊勢湾の伊勢湾フェリー、九州の有明フェリー、近畿地方の南海淡路ライン（フェリー）の船上からも見られることがある。
日本での捕獲は2004年11月に伊勢湾で、水族館での学術研究及び教育展示を目的に、鳥羽水族館、のとじま水族館、宮島水族館が共同で、9頭の特別採捕が行われた。
韓国では食用とされ、他のイルカ類と同様に漁港での競売などにより取引される。韓国では鯨類が混獲により水揚げされるが、捕獲数の半分以上が本種である。韓国でのスナメリの食用としての価値（値段）はあまり高くないとされる。2008年には韓国での混獲の故意性を疑い、韓国の環境保護団体が国際的な調査を要請した。理由は、スナメリは群れを作らないが、一日に30頭以上も捕まるのは不自然だというものであった。
スナメリをモチーフにしたキャラクターも様々な分野に存在する。徳山競艇場では近海に生息し、稀に競争水面に入り込むこともあったことからマスコットに採用され、レース動画配信はマスコットの名前「すなっち」にちなんで「すなっちーず」と名付けられている。

## 参考画像

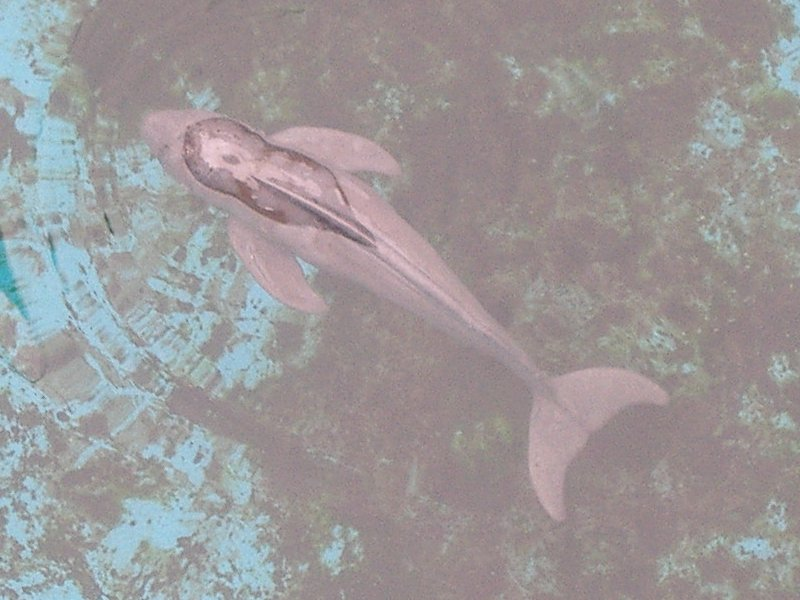
東京湾で保護されたスナメリの子供
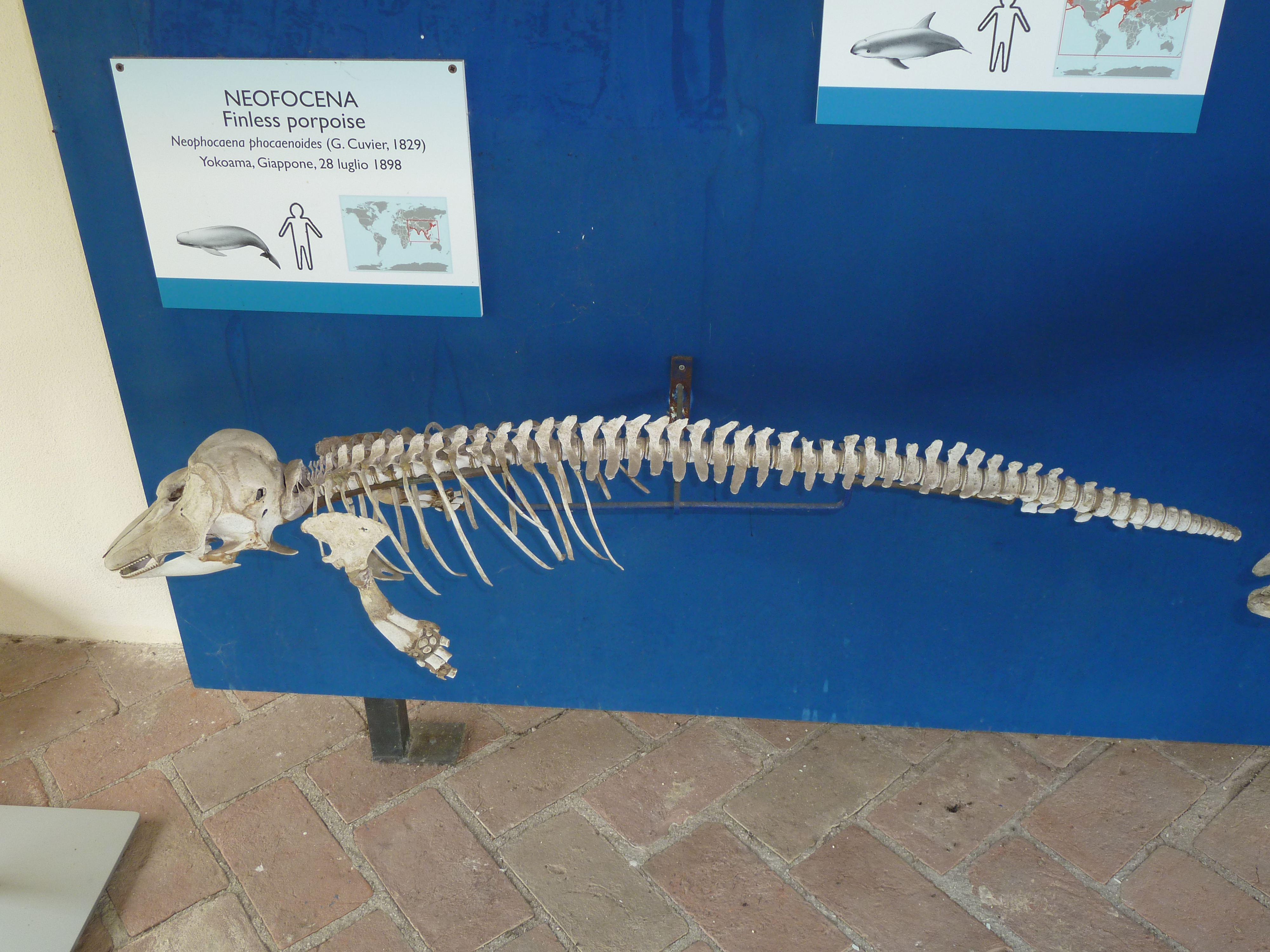
スナメリの骨格